# Александра Крунич
Александра Крунич (на сръбски: Александра Крунић; родена на 15 март 1993 г. в Москва) е сръбска професионална тенисистка.
Най-високото ѝ класиране в световната ранглиста за жени е No.62, постигнато на 20 юли 2015 г. В своята кариера е спечелила общо 15 титли от веригата на ITF – 9 на сингъл и 6 на двойки. През 2009 г. е финалистка на двойки при девойките заедно със Сандра Заневска на Australian Open 2009. През 2012 г. Крунич е част от отбора на Сърбия за Фед Къп във финалната среща, но той губи от отбора на Чехия с 1 – 3 победи. В Баку Къп 2013 тя е финалистка на двойки с Елени Данилиду. Крунич записва най-доброто си представяне в турнири от Големия шлем на US Open 2014, където преминава квалификациите и е участничка в осминафиналите, но там отстъпва на бившата No.1 Виктория Азаренка в три сета, 6 – 4, 4 – 6, 4 – 6. Въпреки това Крунич постига в турнира победи над Катажина Питер и Мадисън Кийс, а в трети кръг за първи път надиграва тенисистка от топ 10, след като отстранява световната номер 4 Петра Квитова в два сета, 6 – 4, 6 – 4. Партнирайки си с Катерина Синякова, Крунич печели първия си WTA трофей на двойки на Ташкент Оупън 2014.

## Лични данни
Александра Крунич е родена в семейството на Братислав и Ивана Крунич, сръбски емигранти в Русия; има и по-малка сестра, която се казва Анастасия. Родена е на 15 март 1993 г. в Москва, Русия, но в днешни дни живее в Белград. Започва да играе тенис на 4-годишна възраст. Любимият ѝ удар е късата топка, а любимата настилка – клей. От малка е фенка на Ким Клайстерс и Мери Пиърс. Интересува се и от психология и криминология; обича да играе боулинг и да пазарува. Крунич владее сръбски, словашки, руски и английски. Неин треньор е Биляна Веселинович.

## Финали на турнири отWTA Тур

### Двойки: 2 (1 – 1)
| Легенда                              |
| ------------------------------------ |
| Турнири от Големия шлем (0 – 0)      |
| Шампионат на WTA Тур (0 – 0)         |
| Задължителни Висши & Висши 5 (0 – 0) |
| Висши (0 – 0)                        |
| Международни (1 – 1)                 |

| Финали по настилка |
| ------------------ |
| Твърда (1 – 1)     |
| Трева (0 – 0)      |
| Клей (0 – 0)       |
| Мокет (0 – 0)      |

| Изход      | No. | Дата       | Турнир                            | Настилка | Партньорка        | Опонентки                            | Резултат                      |
| ---------- | --- | ---------- | --------------------------------- | -------- | ----------------- | ------------------------------------ | ----------------------------- |
| Финалистки | 1.  | 28/07/2013 | Баку Къп Баку, Азербайджан        | Твърда   | Елени Данилиду    | Ирина Бурячок Оксана Калашникова     | 6 – 4, 6 – 7(3 – 7), [4 – 10] |
| Шампионки  | 1.  | 13/09/2014 | Ташкент Оупън Ташкент, Узбекистан | Твърда   | Катерина Синякова | Маргарита Гаспарян Александра Панова | 6 – 2, 6 – 1                  |

### Отборни финали: 3 (3 – 0)
| Изход      | No. | Дата               | Турнир                | Настилка   | Партньорки                                   | Опонентки                                                      | Резултат |
| ---------- | --- | ------------------ | --------------------- | ---------- | -------------------------------------------- | -------------------------------------------------------------- | -------- |
| Финалистки | 1.  | 3 – 4 ноември 2012 | Фед Къп, Прага, Чехия | Твърда (з) | Ана Иванович Йелена Янкович Бояна Йовановски | Луцие Шафаржова Луцие Храдецка Андреа Хлавачкова Петра Квитова | 1 – 3    |

## ITF Финали

### Сингъл: 11 (9 – 2)
| Легенда          |
| ---------------- |
| $100 000 турнири |
| $75 000 турнири  |
| $50 000 турнири  |
| $25 000 турнири  |
| $15 000 турнири  |
| $10 000 турнири  |

| Финали по настилка |
| ------------------ |
| Твърда (3 – 0)     |
| Клей (6 – 2)       |
| Трева (0 – 0)      |
| Мокет (0 – 0)      |

| Изход      | No. | Дата             | Турнир                 | Настилка | Опонент             | Резултат                   |
| ---------- | --- | ---------------- | ---------------------- | -------- | ------------------- | -------------------------- |
| Шампионка  | 1.  | 6 юли 2008       | Прокупле, Сърбия       | Клей     | Таня Германлиева    | 6 – 4, 6 – 1               |
| Финалистка | 1.  | 12 юли 2009      | Прокупле, Сърбия       | Клей     | Далия Зафирова      | 3 – 6, 6 – 7(3 – 7)        |
| Шампионка  | 2.  | 29 август 2009   | Велене, Словения       | Клей     | Ника Ожегович       | 6 – 3, 6 – 1               |
| Шампионка  | 3.  | 18 октомври 2009 | Дубровник, Хърватия    | Клей     | Карин Моргошова     | 6 – 0, 6 – 3               |
| Шампионка  | 4.  | 10 януари 2010   | Цюанджоу, Китай        | Твърда   | Чжоу И-Мяо          | 6 – 3, 7 – 5               |
| Шампионка  | 5.  | 22 май 2010      | Москва, Русия          | Клей     | Наталия Рижонкова   | 6 – 4, 4 – 6, 6 – 2        |
| Финалистка | 2.  | 14 май 2012      | Казерта, Италия        | Клей     | Бианка Бото         | 1 – 6, 0 – 6               |
| Шампионка  | 6.  | 18 юни 2012      | Ленцерхайде, Швейцария | Клей     | Чичи Шол            | 6 – 3, 6 – 3               |
| Шампионка  | 7.  | 10 март 2013     | Ирапуато, Мексико      | Клей     | Олга Савчук         | 7 – 6(7 – 4), 6 – 4        |
| Шампионка  | 8.  | 2 септември 2013 | Трабзон, Турция        | Твърда   | Стефани Форец Гакон | 1 – 6, 6 – 4, 6 – 3        |
| Шампионка  | 9.  | 20 декември 2014 | Анкара, Турция         | Твърда   | Акгул Аманмурадова  | 3 – 6, 6 – 2, 7 – 6(8 – 6) |

### Двойки: 13 (6 – 7)
| Легенда          |
| ---------------- |
| $100 000 турнири |
| $75 000 турнири  |
| $50 000 турнири  |
| $25 000 турнири  |
| $15 000 турнири  |
| $10 000 турнири  |

| Финали по настилка |
| ------------------ |
| Твърда (2 – 2)     |
| Клей (4 – 4)       |
| Трева (0 – 0)      |
| Мокет (0 – 1)      |

| Изход      | No. | Дата              | Турнир                 | Настилка  | Партньорка         | Опонентки                             | Резултат                      |
| ---------- | --- | ----------------- | ---------------------- | --------- | ------------------ | ------------------------------------- | ----------------------------- |
| Шампионки  | 1.  | 11 юли 2009       | Прокупле, Сърбия       | Клей      | Ема Полич          | Александра Йосифоска Кристина Станку  | 6 – 2, 7 – 6(7 – 3)           |
| Финалистки | 1.  | 21 май 2010       | Москва, Русия          | Клей      | Марина Шамайко     | Анна Арина Маренко Екатерина Яковлева | 2 – 6, 2 – 6                  |
| Финалистки | 2.  | 14 май 2012       | Казерта, Италия        | Клей      | Виктория Голубич   | Катажина Питер Романа Табак           | 2 – 6, 4 – 6                  |
| Шампионки  | 2.  | 18 юни 2012       | Ленцерхайде, Швейцария | Клей      | Ана Врлич          | Ксения Ликина Изабела Шиникова        | 6 – 2, 6 – 4                  |
| Финалистки | 3.  | 18 март 2013      | Ирапуато, Мексико      | Клей      | Амра Садикович     | Алла Кудрявцева Олга Савчук           | 2 – 6, 4 – 6                  |
| Шампионки  | 3.  | 22 април 2013     | Тунис, Тунис           | Клей      | Катажина Питер     | Река-Лука Яни Евгения Пашкова         | 6 – 2, 3 – 6, [10 – 8]        |
| Шампионки  | 4.  | 5 август 2013     | Измир, Турция          | Твърда    | Катажина Питер     | Кристи Бокс Абигейл Гатри             | 6 – 2, 6 – 2                  |
| Шампионки  | 5.  | 14 септември 2013 | Трабзон, Турция        | Твърда    | Оксана Калашникова | Ани Амирагян Далила Якупович          | 6 – 2, 6 – 1                  |
| Финалистки | 4.  | 20 декември 2013  | Анкара, Турция         | Твърда    | Елени Данилиду     | Юлия Бейгелзимер Чагла Буюкакчай      | 3 – 6, 3 – 6                  |
| Финалистки | 5.  | 17 февруари 2014  | Кройцлинген, Швейцария | Мокет (з) | Амра Садикович     | Ева Бирнерова Михаела Крайчек         | 1 – 6, 6 – 4, [6 – 10]        |
| Финалистки | 6.  | 21 април 2014     | Истанбул, Турция       | Твърда    | Михаела Крайчек    | Петра Крейсова Тереза Смиткова        | 6 – 1, 6 – 7(2 – 7), [9 – 11] |
| Финалистки | 7.  | 14 юли 2014       | Оломоуц, Чехия         | Клей      | Барбора Крейчикова | Петра Цетковска Рената Ворачова       | 2 – 6, 6 – 4, [7 – 10]        |
| Шампионки  | 6.  | 21 юли 2014       | Собота, Полша          | Клей      | Барбора Крейчикова | Анастасия Василева Марина Заневска    | 3 – 6, 6 – 0, [10 – 6]        |